# Spårspärr

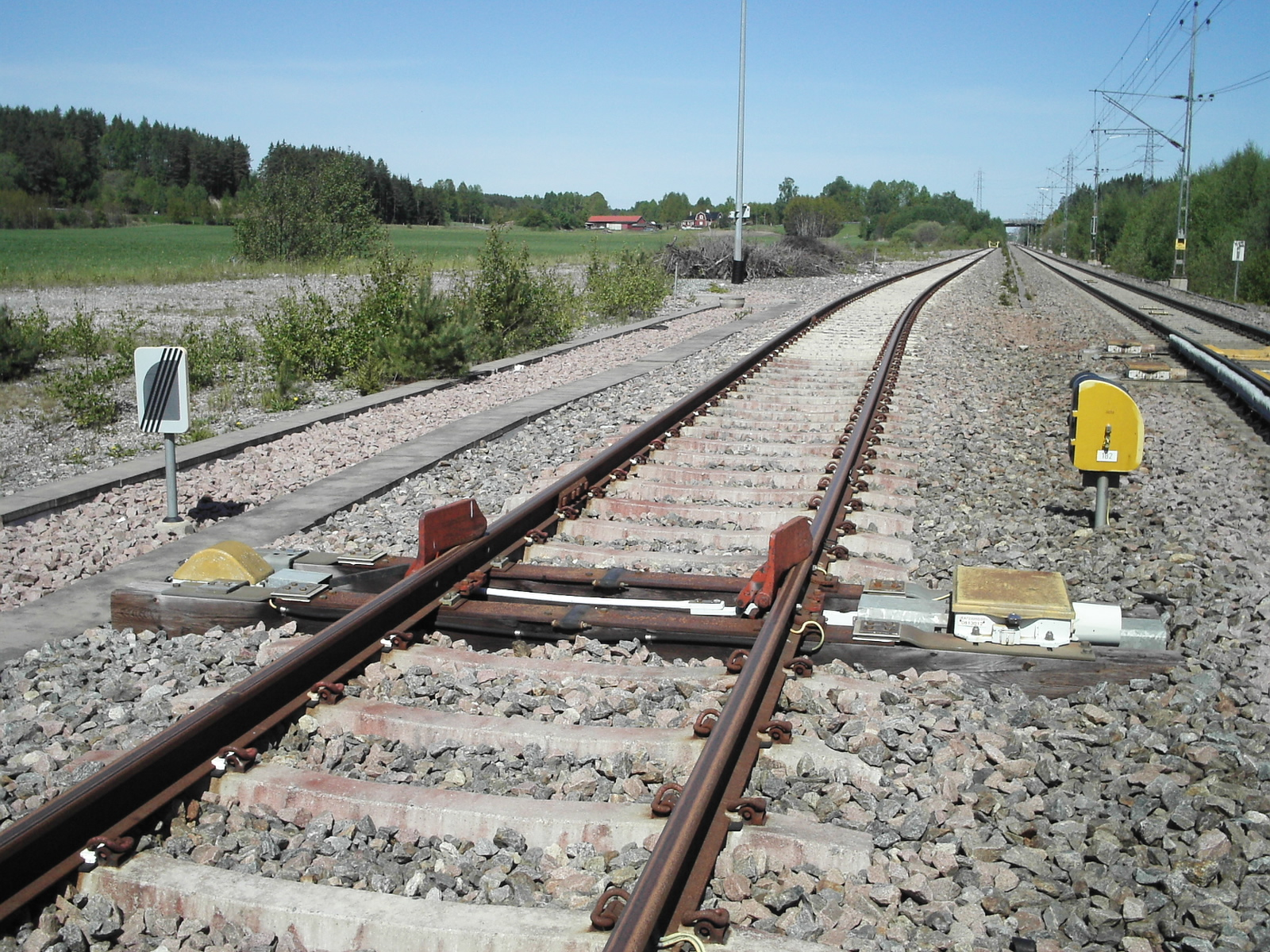
Spårspärr som manövreras av ett elektriskt växeldriv. Spårspärren är här bevakad av en dvärgsignal Anslutningen av industrispåret från Åker till Svealandsbanan vid Grundbro mellan Mariefred och Strängnäs

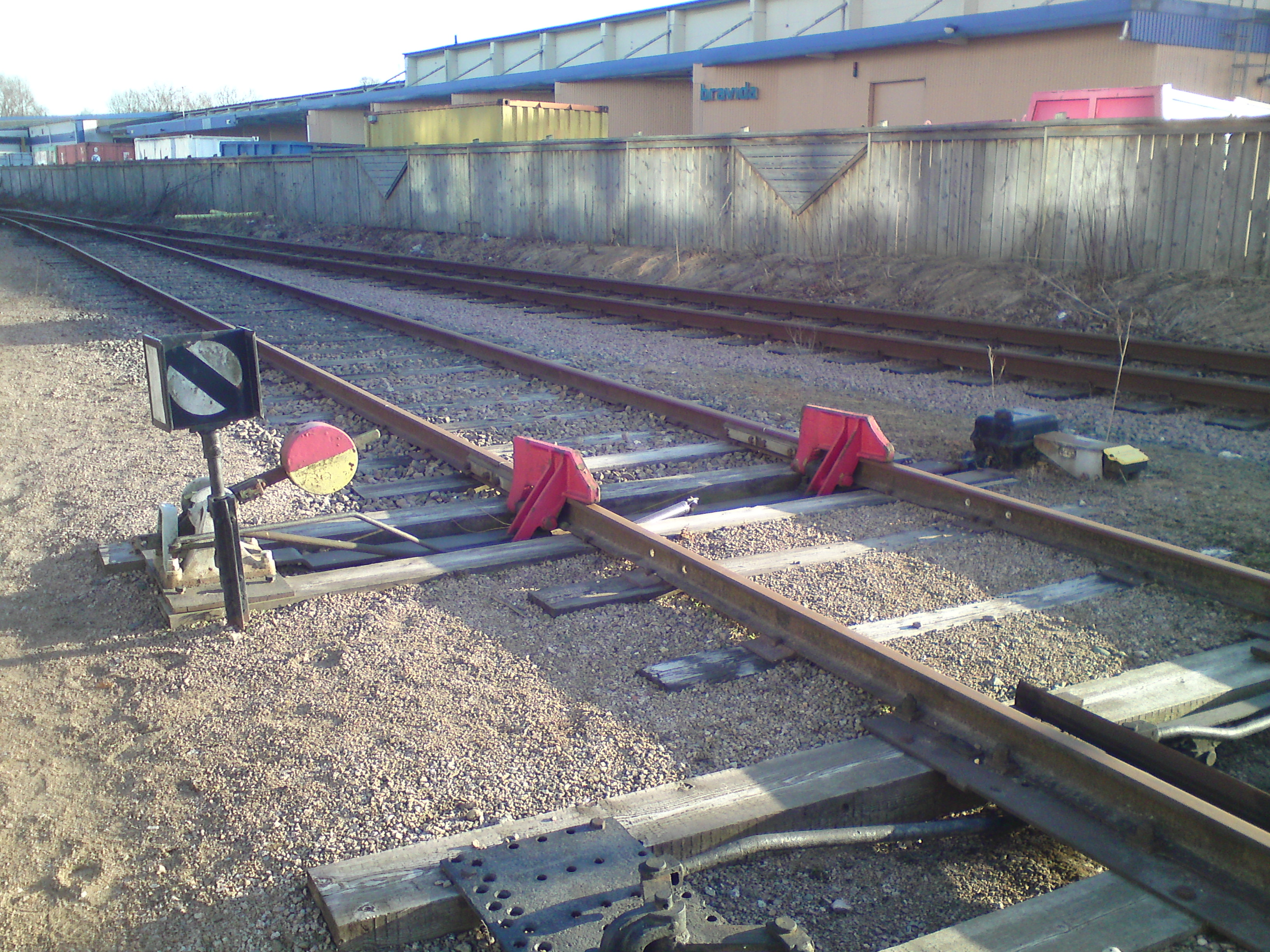
Spårspärr som manövreras av ett växelklot. Spårspärren har en spårpärrtavla som visar spårspärrens läge. Anslutningen av Kristianstad Södra mot Åhusbanan

Spårspärr är en säkerhetsanordning för järnvägstrafik som hindrar järnvägsfordon att passera in på spår som skall säkras för annan trafik. Normalt handlar det om sidospår som ansluts mot en huvudlinje, eller spår på bangårdar där man vill hindra ofrivilliga rörelser in på huvudtågvägar. Dessas anslutningspunkter förses med en spårspärr eller en skyddsväxel som slutar i en stoppbock i ett så kallat skyddsspår. Spårspärren är en enklare och mindre utrymmeskrävande säkerhetsåtgärd än skyddsväxeln.
Spårspärren utgörs av två kraftiga röda stålblock som kan fällas upp på de bägge rälerna från ett avläge till ett påläge. Spårspärrar manövreras antingen med ett elektriskt växeldriv eller manuellt via växelklot. 
Spårspärrarna är så konstruerade att de spärrar från ena hållet men kan köras upp från andra hållet. Vid uppkörning sker ingen urspårning men växeldrivet måste repareras. 
Spårspärren kan förekomma ensam utan signalhjälpmedel där växelklotets målning indikerar spårpärrens läge (gul=normalläge, det går att passera spårspärren, röd=uppfällt läge - stopp), eller bevakad av dvärgsignal eller med en spårspärrskärm även kallad spårspärrtavla (se bilderna).